# 稲垣瑞雄
稲垣 瑞雄（いながき みずお、1932年2月3日 - 2013年2月23日）は、日本の作家・詩人。

## 経歴
愛知県豊橋出身。東京大学文学部仏文科卒。高校教師となり、東京都立立川高等学校で英語とフランス語を担当。楢信子と職場結婚。1962年創刊の同人誌『ドン』に参加、73年に短編集『残り鮎』を自費出版。74年からは楢信子と二人雑誌『双鷲』を年二回刊行。1984年「曇る時」で作家賞受賞。

## 著書
- 『残り鮎』栄光出版社 1973
- 『音の絵』書肆山田 1994
- 『石の証言 米軍捕虜虐殺事件』岩波書店 1995
- 『海亀に聴け』思潮社 1997
- 『神の礫』思潮社 2000
- 『月と蜉蝣』思潮社 2001
- 『地の魚星の魚』書肆山田 2003
- 『淡きものたちよ』書肆山田 2005
- 『砂の記憶』豊川堂 2005
- 『風の匠』岩波書店 2006
- 『半裸の日々』思潮社 2008
- 『銀しゃり抄』中央公論新社 2013
- 『朱光院』豊川堂 2013
- 『鮎のいる川』豊川堂 2014
- 『泰山木 短篇集』豊川堂 2015